# كارين بانكس
كارين بانكس (بالإنجليزية: Karen Banks)‏ هي عَالِمَة حاسوب بريطانية، ولدت في القرن العشرين.